# Rafael Zabaleta
Rafael Zabaleta Fuentes (Quesada, Jaén, 6 de novembro de 1907— Quesada,  24 de junho de 1960) foi um pintor espanhol.

## Biografia
Nasceu numa família abastada. Em 1925 viajou a Madrid para cursar estudos na Escola Superior de Belas-Artes de São Fernando. Dois anos depois é nomeado Delegado do Tesouro Artístico Nacional.
Ao terminar a Guerra Civil Espanhola foi denunciado e passou brevemente pelo campo de concentração de Higuera de Calatrava e pelo cárcere de Jaén. Neste período confiscaram-lhe uma séries de desenhos sobre a Guerra Civil que começara 3 anos antes.
Nas suas viagens a Paris conheceu a Picasso e a pintores espanhóis relevantes da época. Em 1951 a sua cidade natal concede-lhe o título de Filho Predileto. 
Em 1960 apresentou no pavilhão espanhol da XXX Bienal de Veneza uma série de 16 óleos e 10 desenhos, que seria a sua exposição mais importante.
Faleceu por uma hemorragia cerebral, após ter sobrevivido a um ataque do coração.

## Estilo pictórico
O seu estilo varia do expressionismo sombrio na sua primeira época, até o expressionismo rutilante levado até um pós-cubismo com influências picassianas, a partir de 1950 e que lhe confere a sua identidade.
A coleção mais importante das suas obras encontra-se no Museu Zabaleta, da sua cidade natal. Atualmente alguns dos seus quadros são expostos em prestigiosos museus do mundo (Buenos Aires, New Iorque, Tókio,...).